# Zatrute pióro (film)
Zatrute pióro – amerykańsko-brytyjski film biograficzny z 2000 roku, powstały na podstawie sztuki Douga Wrighta. Film przedstawia ostatnie lata życia markiza de Sade'a.

## Obsada
- Geoffrey Rush − Markiz de Sade
- Kate Winslet − Madeleine Le Clerc
- Joaquin Phoenix − Coulmier
- Michael Caine − Doktor Royer-Collard
- Billie Whitelaw – Madame LeClerc
- Patrick Malahide – Delbené
- Amelia Warner – Simone
- Jane Menelaus – Renee Pelagie
- Stephen Moyer – Prouix
- Tony Pritchard – Valcour

## Nagrody i nominacje
Oscary za rok 2000
- Najlepsza scenografia i dekoracje wnętrz – Martin Childs, Jill Quertier (nominacja)
- Najlepsze kostiumy – Jacqueline West (nominacja)
- Najlepszy aktor – Geoffrey Rush (nominacja)

Złote Globy 2000
- Najlepszy aktor dramatyczny – Geoffrey Rush (nominacja)
- Najlepszy scenariusz – Doug Wright (nominacja)

Nagrody BAFTA 2000
- Najlepsza scenografia – Martin Childs (nominacja)
- Najlepsze kostiumy – Jacqueline West (nominacja)
- Najlepsza charakteryzacja – Peter King, Nuala Conway (nominacja)
- Najlepszy aktor – Geoffrey Rush (nominacja)

Nagroda Satelita 2000
- Najlepszy scenariusz adaptowany – Doug Wright
- Najlepszy aktor dramatyczny – Geoffrey Rush
- Najlepszy dramat (nominacja)
- Najlepsza reżyseria – Philip Kaufman (nominacja)
- najlepsza aktorka drugoplanowa w dramacie – Kate Winslet (nominacja)